# 11128 Ostravia
11128 Ostravia este un asteroid din centura principală de asteroizi.

## Descriere
11128 Ostravia este un asteroid din centura principală de asteroizi. A fost descoperit pe 3 noiembrie 1996 la Observatorul Kleť de Jana Tichá și Miloš Tichý. Asteroidul prezintă o orbită caracterizată de o semiaxă mare de 2,42 ua, o excentricitate de 0,17 și o înclinație de 3,0° în raport cu ecliptica.